# Ter Dolen (bière)
 (avril 2021).
La Ter Dolen est une  bière d'abbaye belge produite par la brasserie de château De Dool (en néerlandais : Kasteelbrouwerij De Dool) située à Houthalen-Helchteren dans la province de Limbourg.

## Historique
Au Moyen-Âge, le château Ter Dolen appelé aussi Den Dool ou De Dool est la propriété et la résidence d'été des abbés de l'abbaye de Saint-Trond. La première date mentionnée est 1282. Les abbés de Saint-Trond occupent régulièrement le château jusqu'à la Révolution française, période pendant laquelle le château est vendu à un particulier. C'est en 1994 que la brasserie actuelle s'installe au château et commence à brasser la Ter Dolen Blond qui devient de facto la première bière d’abbaye produite au Limbourg belge.

## Bières
Il existe actuellement cinq bières d'abbaye traditionnelles de haute fermentation commercialisées sous la protection du logo Bière belge d'Abbaye reconnue :
- Ter Dolen Blond est une bière blonde légèrement amère titrant 6,1 % d'alcool. En 2010, elle a été élue par le quotidien De Standaard 3e meilleure bière d’abbaye de Belgique.
- Ter Dolen Donker est une bière brune légèrement sucrée et à la saveur douce titrant 7,1 % d'alcool.
- Ter Dolen Tripel est une bière blonde cuivrée triple composée de deux sortes de malt et deux sortes de houblon belges et titrant 8,1 % d'alcool.
- Ter Dolen Kriek est une bière rouge sucrée non filtrée additionnée de jus de cerises frais titrant 4,5 % d'alcool. C'est la seule kriek d'abbaye au monde[1].
- Ter Dolen Armand, est une bière blonde légère et rafraîchissante titrant 7 % d'alcool. Elle est brassée depuis 2011 en hommage à Armand Desplenter ingénieur agronome et cofondateur de la brasserie.